# كيفن كينغ (سياسي)
كيفن كينغ (بالإنجليزية: Kevin King)‏ هو سياسي أسترالي، ولد في 11 أكتوبر 1922 في أستراليا، وتوفي في 28 يناير 1983. انتخب عضو الجمعية التشريعية فيكتوريا.